# Cyber Sunday (2008)
Cyber Sunday (2008) foi um evento de wrestling profissional em formato de pay-per-view realizado pela World Wrestling Entertainment, ocorreu em 26 de outubro de 2008, no US Airways Center em Phoenix, Arizona. Esta foi a quinta e última edição da cronologia do Cyber Sunday.

## Resultados
| #                              | Lutas                                                                                  | Estipulação                                                                       | Tempo |
| ------------------------------ | -------------------------------------------------------------------------------------- | --------------------------------------------------------------------------------- | ----- |
| WWE.com                        | Shelton Benjamin (c) derrotou R-Truth                                                  | Luta individual pelo WWE United States Championship                               | N/A   |
| 1                              | Rey Mysterio derrotou Kane                                                             | No Holds Barred                                                                   | 10:17 |
| 2                              | Matt Hardy (c) derrotou Evan Bourne                                                    | Luta individual pelo ECW Championship                                             | 11:01 |
| 3                              | John Morrison e The Miz derrotaram Cryme Tyme (JTG e Shad Gaspard)                     | Luta de duplas                                                                    | 10:22 |
| 4                              | The Honky Tonk Man derrotou Santino Marella (c) (com Beth Phoenix) por desqualificação | Luta individual pelo WWE Intercontinental Championship                            | 01:06 |
| 5                              | The Undertaker derrotou The Big Show                                                   | Luta Last Man Standing                                                            | 19:23 |
| 6                              | Triple H (c) derrotou Jeff Hardy                                                       | Luta individual pelo WWE Championship                                             | 15:37 |
| 7                              | Batista derrotou Chris Jericho (c)                                                     | Luta individual pelo World Heavyweight Championship com Steve Austin como árbitro | 17:06 |
| (c) - Campeão(s) antes da luta |                                                                                        |                                                                                   |       |

Votações
| Votação para                                  | Resultados | Resultados |
| --------------------------------------------- | --- | --- |
| Oponente de Shelton Benjamin                  | - R-Truth (59%) - Festus (26%) - Montel Vontavious Porter (15%) | - R-Truth (59%) - Festus (26%) - Montel Vontavious Porter (15%) |
| Estipulação de Kane vs. Rey Mysterio          | - No Holds Barred match (39%) - Falls Count Anywhere match (35%) - 2 out of 3 falls match (26%) | - No Holds Barred match (39%) - Falls Count Anywhere match (35%) - 2 out of 3 falls match (26%) |
| Oponente de Matt Hardy                        | - Evan Bourne (69%) - Finlay (25%) - Mark Henry (6%) | - Evan Bourne (69%) - Finlay (25%) - Mark Henry (6%) |

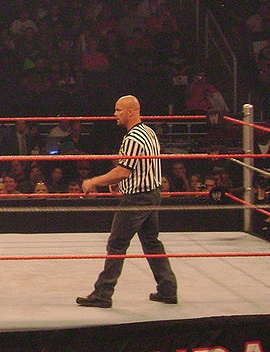
Stone Cold Steve Austin foi uma das atrações do evento, como juiz especial na luta entre Chris Jericho e Batista.

| Luta tag team                                 | - John Morrison e The Miz vs. Cryme Tyme (JTG e Shad) (38%) - Cody Rhodes e Ted DiBiase (c) vs. CM Punk e Kofi Kingston (pelo World Tag Team Championship) (35%) - William Regal e Layla vs. Jamie Noble e Mickie James (27%)                                                              | - John Morrison e The Miz vs. Cryme Tyme (JTG e Shad) (38%) - Cody Rhodes e Ted DiBiase (c) vs. CM Punk e Kofi Kingston (pelo World Tag Team Championship) (35%) - William Regal e Layla vs. Jamie Noble e Mickie James (27%)                                    |
| Oponente de Santino Marella                   | - The Honky Tonk Man (35%) - Roddy Piper (34%) - Goldust (31%) | - The Honky Tonk Man (35%) - Roddy Piper (34%) - Goldust (31%) |
| Estipulação de Big Show vs. The Undertaker    | - Last Man Standing match (49%) - "I Quit" match (42%) - Knockout match (9%) | - Last Man Standing match (49%) - "I Quit" match (42%) - Knockout match (9%) |
| Vencedora da Divas Halloween costume contest  | - Beth Phoenix (como uma gladiadora) - Brie Bella (como Cleópatra) - Candice Michelle (como Marilyn Monroe) - Eve Torres (como uma Tartaruga Ninja) - Jillian Hall (como Batgirl) - Kelly Kelly (como uma marinheira) - Katie Lea Burchill (como uma vampira) - Layla (como Princesa Leia) | - Lena Yada (como uma ninja) - Maria (como uma coelhinha) - Maryse (como uma French maid) - Michelle McCool (como uma soldada) - Mickie James (como Lara Croft) - Natalya (como uma policial) - Tiffany (como uma freira) - Victoria (como uma Banana dançarina) |
| Oponente de Triple H                          | - Jeff Hardy (57%) - Jeff Hardy e Vladimir Kozlov (Triple Threat match) (38%) - Vladimir Kozlov (5%) | - Jeff Hardy (57%) - Jeff Hardy e Vladimir Kozlov (Triple Threat match) (38%) - Vladimir Kozlov (5%) |
| Árbitro especial de Chris Jericho vs. Batista | - Steve Austin (74%) - Shawn Michaels (22%) - Randy Orton (4%) | - Steve Austin (74%) - Shawn Michaels (22%) - Randy Orton (4%) |